# Детективное агентство «Лассе и Майя» (сериал)
Детективное агентство «Лассе и Майя» — детский телесериал 2006 года, впервые транслировался с 1 по 24 декабря 2006 года шведским телевидением.
Основан на книжной серии «Детективное агентство „Лассе-Майя“» Мартина Видмарка.
Главные герои — десятилетние сыщики Лассе и Майя, а также начальник полиции занятый организацией рождественского спектакля.

## В ролях
- Томас Норстрём[швед.] — начальник полиции
- Матильда Гран[англ.] — Майя
- Теодор Ринсиё[швед.] — Лассе
- Иа Лангхаммер[швед.] — Ингеборг
- Уоллис Гран — Свеборг
- Мария Сундбом — Гунборг
- Юнас Карлссон — Лолло Смит

## Эпизоды
1. Первое дело Лассе и Майя
Дело об ограблении кондитерской
2. Заблудшая коза в стаде Господа нашего
Окончание дела об ограблении кондитерской и начало дела о похищении картин городского музея
3. Месть мумии
Окончание дела о похищении картин городского музея
4. Пыль и бриллианты
Дело о похищении бриллиантов
5. Соколиный глаз и карманные воры
Окончание дела о похищении бриллиантов и начало дела о карманных ворах
6. Снежная принцесса и карманная обезьянка
7. Любовь в прерии
8. Черные пальцы и сумасшедшие кошки
9. Китайская яблоневая такса
10. Красные уши и золотая лихорадка
11. Иисус на задании
12. Помни о том, кто одинок